# PMP (wojsko)

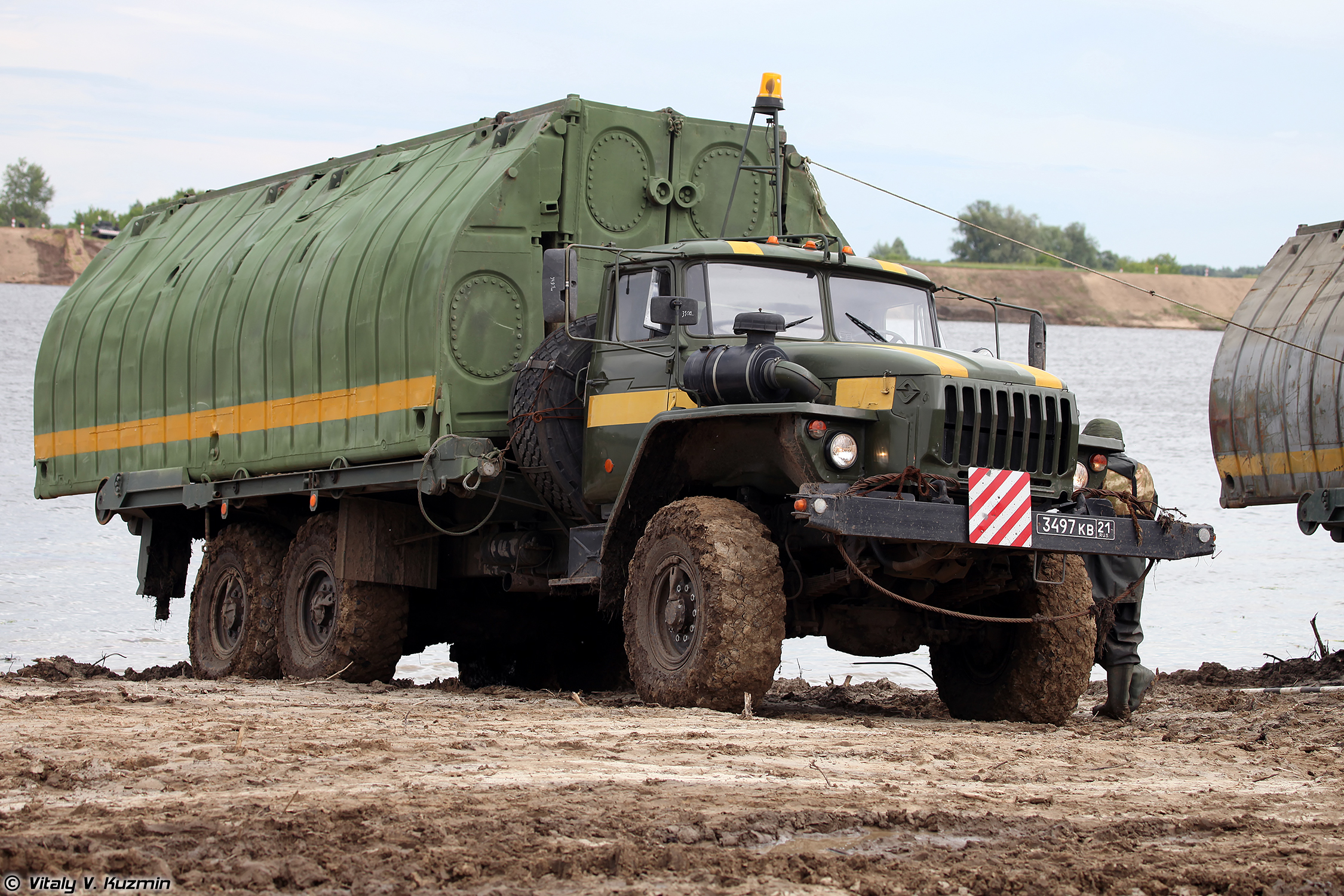
Ciężarówka Ural wraz z pontonami PMP

PMP – park pontonowy produkcji radzieckiej. Posiada nośność do 60 ton i możliwość przeprawy przez zbiornik wodny o długości nawet do 390 metrów. PMP został wprowadzony do użytku w 1960. Po zakończeniu zimnej wojny parki pontonowe były sprzedawane do innych państw. Posiadała je Jugosławia, a do dzisiaj używają ich armie Chorwacji, Serbii oraz Węgier. Starsze wersje PMP składały się z ciężarówek KrAZ-214, które zastąpiono KrAZ-255B.